# ماريا فاداز
ماريا فاداز (بالمجرية: Vanya Mária)‏ مواليد 1 يناير 1950 في المجر - الوفاة 18 أغسطس 2009 في بودابست، كانت لاعبة كرة يد مجرية سابقة. شاركت في دورة الألعاب الأولمبية الصيفية سنة 1976. حققت المركز الثاني في بطولة العالم لكرة اليد للسيدات 1982.

## سجل المنافسة
شاركت في البطولات التالية:
- بطولة العالم لكرة اليد للسيدات 1973
- بطولة العالم لكرة اليد للسيدات 1975
- بطولة العالم لكرة اليد للسيدات 1978
- بطولة العالم لكرة اليد للسيدات 1982

## الميداليات
| الميدالية | المسابقة                            |
| --------- | ----------------------------------- |
| برونزية   | الألعاب الأولمبية الصيفية 1976      |
| فضية      | بطولة العالم لكرة اليد للسيدات 1982 |
| برونزية   | بطولة العالم لكرة اليد للسيدات 1975 |
| برونزية   | بطولة العالم لكرة اليد للسيدات 1978 |

## روابط خارجية
- ماريا فاداز على موقع اللجنة الأولمبية الدولية (الإنجليزية)
- ماريا فاداز على موقع أوليمبيديا (الإنجليزية)